# Adafruit Industries
Adafruit Industries este o companie de hardware open-source cu sediul în New York. A fost fondată de Limor Fried în 2005. Compania proiectează, produce și vinde o serie de produse electronice, componente electronice, scule și accesorii.